# ZBP1
ZBP1 (англ. Z-DNA binding protein 1) – білок, який кодується однойменним геном, розташованим у людей на короткому плечі 20-ї хромосоми. Довжина поліпептидного ланцюга білка становить 429 амінокислот, а молекулярна маса — 46 343.
| 10         |  | 20         |  | 30         |  | 40         |  | 50         |
| ---------- |  | ---------- |  | ---------- |  | ---------- |  | ---------- |
| MAQAPADPGR |  | EGHLEQRILQ |  | VLTEAGSPVK |  | LAQLVKECQA |  | PKRELNQVLY |
| RMKKELKVSL |  | TSPATWCLGG |  | TDPEGEGPAE |  | LALSSPAERP |  | QQHAATIPET |
| PGPQFSQQRE |  | EDIYRFLKDN |  | GPQRALVIAQ |  | ALGMRTAKDV |  | NRDLYRMKSR |
| HLLDMDEQSK |  | AWTIYRPEDS |  | GRRAKSASII |  | YQHNPINMIC |  | QNGPNSWISI |
| ANSEAIQIGH |  | GNIITRQTVS |  | REDGSAGPRH |  | LPSMAPGDSS |  | TWGTLVDPWG |
| PQDIHMEQSI |  | LRRVQLGHSN |  | EMRLHGVPSE |  | GPAHIPPGSP |  | PVSATAAGPE |
| ASFEARIPSP |  | GTHPEGEAAQ |  | RIHMKSCFLE |  | DATIGNSNKM |  | SISPGVAGPG |
| GVAGSGEGEP |  | GEDAGRRPAD |  | TQSRSHFPRD |  | IGQPITPSHS |  | KLTPKLETMT |
| LGNRSHKAAE |  | GSHYVDEASH |  | EGSWWGGGI  |  |            |  |            |

A: Аланін

C: Цистеїн

D: Аспарагінова кислота

E: Глутамінова кислота

F: Фенілаланін

G: Гліцин

H: Гістидин

I: Ізолейцин

K: Лізин

L: Лейцин

M: Метіонін

N: Аспарагін

P: Пролін

Q: Глутамін

R: Аргінін

S: Серин

T: Треонін

V: Валін

W: Триптофан

Задіяний у таких біологічних процесах, як імунітет, вроджений імунітет, альтернативний сплайсинг. 
Білок має сайт для зв'язування з ДНК. 